# Faktor IX
Koagulační faktor IX (nebo Christmasův faktor) je serinová proteáza (EC 3.4.21.22 ) koagulačního systému; patří ke skupině peptidáz S1.
Deficit tohoto proteinu působí hemofilii B. Faktor byl pojmenován po chlapci Stephen Christmas, u kterého byl v roce 1952 zjištěn deficit vedoucí k hemofilii

## Fyziologie
Faktor IX je v krevní plazmě přítomen jako zymogen. Je aktivován faktorem XIa (kontaktní faktor) nebo faktorem VIIa (cesta tkáňového faktoru). Faktor IXa pak (za přítomnosti Ca2+, membránových fosfolipidů a faktoru VIII) hydrolyzuje peptidovou vazbu mezi aminokyselinami argininem a isoleucinem ve faktoru X za vzniku faktoru Xa.

## Genetika
Gen pro faktor IX se nachází na chromozómu X (Xq27.1-q27.2). Gen izoloval a charakterizoval v roce 1982 Kotoku Kurachi a Earl Davie.

## Onemocnění
Deficit faktoru IX působí Christmasovu nemoc (hemofilie B). Bylo popsáno více než 100 mutací faktoru IX; některé nepůsobí žádné příznaky, ale mnoho z nich vede k výrazným krvácivým poruchám.
Hemofilie je poměrně vzácné genetické onemocnění, které se projevuje poruchou srážlivosti krve. Hemofilici krvácejí po poranění nebo při operaci delší dobu než zdraví lidé, ale může u nich docházet i ke spontánnímu krvácení do kloubů nebo svalů, které se objevuje i po minimálním úrazu nebo zcela "bez příčiny".